# Yubin Huang
Yubin Huang (China, 5 de febrero de 1958) es un gimnasta artístico chino, especialista en la prueba de anillas con la que ha logrado ser subcampeón mundial en 1981.

## 1981
En el Mundial de Moscú 1981 gana la plata en anillas —tras el soviético Alexander Dityatin— y el bronce en equipos, tras la Unión Soviética y Japón.

## 1983
En el Mundial de Budapest 1983 gana el oro en equipos, por delante de la Unión Soviética y Japón.